# Rezolucja Rady Bezpieczeństwa ONZ nr 741
Rezolucja Rady Bezpieczeństwa ONZ nr 741 została przyjęta bez głosowania 7 lutego 1992 r.
Po przeanalizowaniu wniosków Turkmenistanu o członkostwo w Organizacji Narodów Zjednoczonych, Rada zaleciła Zgromadzeniu Ogólnemu przyjęcie tego państwa do swojego grona.

## Źródło
- UNSCR - Resolution 741